# Parigi-Lussemburgo 1966
La Parigi-Lussemburgo 1966, quarta edizione della corsa, si svolse dal 2 al 4 agosto su un percorso di 663 km ripartiti in tre tappe. La vittoria fu appannaggio del francese Anatole Novak, che completò il percorso in 16h01'40" precedendo l'olandese Huub Harings e il tedesco Winfried Bölke.
Erano presenti dieci squadre: Ford France, Kamomé, Molteni, Salvarani, Mercier, Pelforth, Peugeot, Televizier, Tigra e Torpedo, per un totale di 80 corridori. A terminare la prova furono in 57.

## Tappe
| Tappa  | Data     | Percorso             | km  | Vincitore di tappa | Leader classifica generale |
| ------ | -------- | -------------------- | --- | ------------------ | -------------------------- |
| 1ª     | 2 agosto | Parigi > Troyes      | 206 | Gianni Motta       | Gianni Motta               |
| 2ª     | 3 agosto | Troyes > Épinal      | 240 | Gerben Karstens    | -                          |
| 3ª     | 4 agosto | Épinal > Lussemburgo | 218 | Winfried Bölke     | Anatole Novak              |
| Totale | Totale   | Totale               | 663 |                    |                            |

## Dettagli delle tappe

### 1ª tappa
- 2 agosto: Parigi > Troyes – 205 km

Risultati
| Pos. | Corridore        | Squadra     | Tempo    |
| ---- | ---------------- | ----------- | -------- |
| 1    | Gianni Motta     | Molteni     | 4h46'40" |
| 2    | Michele Dancelli | Molteni     | a 10"    |
| 3    | Arie den Hartog  | Ford France | a 20"    |

| Pos. | Corridore        | Squadra     | Tempo    |
| ---- | ---------------- | ----------- | -------- |
| 1    | Gianni Motta     | Molteni     | 4h46'40" |
| 2    | Michele Dancelli | Molteni     | a 10"    |
| 3    | Arie den Hartog  | Ford France | a 20"    |

### 2ª tappa
- 3 agosto: Troyes > Épinal – 240 km

Risultati
| Pos. | Corridore       | Squadra     | Tempo    |
| ---- | --------------- | ----------- | -------- |
| 1    | Gerben Karstens | Televizier  | 6h00'23" |
| 2    | Lucien Aimar    | Ford France | a 10"    |
| 3    | Paul Gutty      | Tigra       | a 57"    |

### 3ª tappa
- 4 agosto: Épinal > Lussemburgo – 218 km

Risultati
| Pos. | Corridore      | Squadra     | Tempo    |
| ---- | -------------- | ----------- | -------- |
| 1    | Winfried Bölke | Peugeot     | 5h12'39" |
| 2    | Anatole Novak  | Ford France | a 16"    |
| 3    | Eddy Merckx    | Solo        | a 26"    |

| Pos. | Corridore      | Squadra     | Tempo     |
| ---- | -------------- | ----------- | --------- |
| 1    | Anatole Novak  | Ford France | 16h01'04" |
| 2    | Huub Harings   | Televizier  | a 10"     |
| 3    | Winfried Bölke | Peugeot     | a 3'58"   |

## Classifica generale
| Pos. | Corridore           | Squadra     | Tempo     |
| ---- | ------------------- | ----------- | --------- |
| 1    | Anatole Novak       | Ford France | 16h01'04" |
| 2    | Huub Harings        | Televizier  | a 10"     |
| 3    | Winfried Bölke      | Peugeot     | a 3'58"   |
| 4    | Jean-Claude Lebaube | Kamomé      | a ?       |
| 5    | Georges Groussard   | Pelforth    | a ?       |
| 6    | Seamus Elliott      | Mercier     | a ?       |
| 7    | Daniel Labrouille   | Pelforth    | a ?       |
| 8    | Guido De Rosso      | Molteni     | a ?       |
| 9    | Michele Dancelli    | Molteni     | a ?       |
| 10   | Raymond Riotte      | Ford France | a ?       |